# Soloe
Soloe é um gênero de traça pertencente à família Arctiidae.